# Аут (рагби 15)
Аут (енгл. Line-out) је један од најатрактивнијих елемената рагбија 15. Сврха аута је да се игра брзо, безбедно и на фер начин, после излазка лопте из игре тако што се лопта баци у коридор између линије играча. Талонер (играч на позицији број 2) мора лопту бацити поштено тј. право, а не да навлачи на своју страну. Ако је буде бацио криво биће кажњен од стране судије. У коридору могу стајати од 3 до 7 играча једне екипе. Два играча хватају за бутине свог саиграча и дижу га високо да би он ухватио лопту.